# Гирсово (железнодорожная станция)
Гирсово — железнодорожная станция в Юрьянском районе Кировской области в составе Гирсовского сельского поселения.

## География
Находится на правобережье реки Вятка на расстоянии примерно 16 километров на север-северо-запад по прямой от центра города Киров.

## История
Известна с 1926 года, когда здесь было учтено 12 хозяйств и 39 жителей.

## Население
Постоянное население  составляло 61 человек (русские 98%) в 2002 году, 75 в 2010.